# Francesco Patton

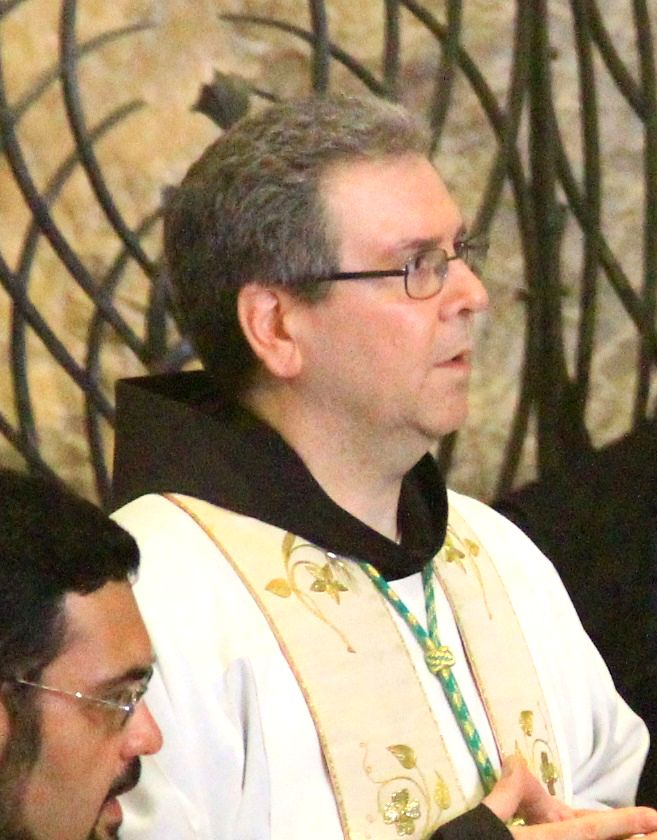
Francesco Patton OFM (2016)

Francesco Patton OFM (* 23. Dezember 1963 in Vigo Meano, Stadtteil von Trient) ist ein italienischer Ordensgeistlicher und war von 2016 bis 2025 Kustos des Heiligen Landes.

## Leben
Francesco Patton trat am 7. September 1983 dem Franziskanerorden bei und legte seine ersten Gelübde ab. Am 4. Oktober 1986 legte er die Profess in der Ordensprovinz San Antonio ab und empfing nach seiner theologischen Ausbildung am 26. Mai 1989 die Priesterweihe. 1993 graduierte er in Kommunikationswissenschaften an der Päpstlichen Universität der Salesianer in Rom.
Er hatte verschiedene Ämter in seinem Orden inne, darunter Generalsekretär des Generalkapitels in Rom (2003, 2009), Generalvisitator (2003), Provinzial von St. Vigil in Trient (2008–2016) sowie Präsident der Konferenz der Provinzoberen der Franziskaner von Italien und Albanien (COMPI). Zudem engagierte er sich in verschiedenen Aufgaben außerhalb seines Ordens, darunter im Priester- und Pastoralrat im Erzbistum Trient sowie bei Diözesanpresse, -radio und -fernsehen. Zudem war er Hochschullehrer für Soziale Kommunikationsmittel am Studio Teologico Accademico Tridentino.
Francesco Patton wurde vom General-Definitorium, dem obersten Leitungsgremium der Franziskaner in Rom, zum Kustos des Heiligen Landes gewählt und am 20. Mai 2016 per Dekret des Heiligen Stuhls ernannt. Er war damit der kanonische Obere der Kustodie des Heiligen Landes und trug den Titel Kustos (= Wächter) des Heiligen Landes. Am 29. April 2022 bestätigte Papst Franziskus seine Wiederwahl zum Kustos des Heiligen Landes. Am 24. Juni 2025 bestätigte Papst Leo XIV. die Wahl seines Nachfolgers als Kustos, Francesco Ielpo.
Patton spricht neben Italienisch auch Englisch und Spanisch.